# Pietersburg Municipal Airport

i7
i11
i13
Der Pietersburg Civil Aerodrome (ICAO-Code: FAPI) ist ein Flugplatz der südafrikanischen Stadt Polokwane (ehemals Pietersburg).
Der Flugplatz verfügt über eine 2249 Meter lange und 25 Meter breite asphaltierte Start- und Landebahn in Ost-West-Richtung.
Der Platz liegt rund zwei Kilometer südöstlich der Stadt und ist nicht mit dem rund fünf Kilometer nördlich der Stadt gelegenen internationalen Flughafen Polokwane International zu verwechseln.